# Терешківська волость (Сумський повіт)
Терешківська волость — адміністративно-територіальна одиниця Сумського повіту Харківської губернії.

Найбільші поселення волості станом на 1914 рік:
- село Терешківка — 8251 мешканець.
- село Шпилівка — 2035 мешканців.

Старшиною волості був Войтенко Олексій Іванович, волосним писарем — Галун Самійло Степанович, головою волосного суду — Деменко Трохим Юхимович.